# 坎波新镇
坎波新镇，是西班牙卡斯蒂利亚-莱昂萨莫拉省的一个市镇。 总面积40平方公里，总人口1052人（2001年），人口密度26人/平方公里。